# Liste der Baudenkmäler in Epsingsen
Die Liste der Baudenkmäler in Epsingsen enthält die denkmalgeschützten Bauwerke auf dem Gebiet von Soest-Epsingsen in Nordrhein-Westfalen (Stand: 1. November 2019). Diese Baudenkmäler sind in der Denkmalliste der Stadt Soest eingetragen; Grundlage für die Aufnahme ist das Denkmalschutzgesetz Nordrhein-Westfalen (DSchG NRW).

| Bild | Bezeichnung | Lage                   | Beschreibung | Bauzeit           | Eingetragen seit | Denkmal- nummer |
| ---- | ----------- | ---------------------- | ------------ | ----------------- | ---------------- | --------------- |
|      | Hofanlage   | Epsingsen Nordstraße 2 |              | 2. Hälfte 19. Jh. | 07.05.2012       | 651             |

Die Angaben zu Bauzeit und Eintragung in dieser Liste entstammen, wenn nicht anders angegeben, der für diesen Eintrag angeforderten Version der Denkmalliste vom November 2019.